# Artiste de l'année du festival d'Helsinki
L'artiste de l'année du festival d'Helsinki (finnois : Helsingin Juhlaviikkojen Vuoden taiteilija) ou artiste de l'année (finnois : Vuoden taiteilija) est un prix décerné depuis 1971 dans le cadre du festival d'Helsinki en Finlande.

## Présentation
Le prix est décerné chaque année  jusqu'au milieu des années 1990 puis plus irrégulièrement par la suite.

## Lauréats
- Erik Enroth 1971
- Mauno Hartman 1972
- Reino Hietanen 1973
- Jaakko Sievänen 1974
- Laila Pullinen 1975
- Anita Snellman 1976
- Pentti Lumikangas 1977
- Juhani Linnovaara 1978
- Pentti Kaskipuro 1979
- Raimo Utriainen 1980
- Kain Tapper 1981
- Kimmo Kaivanto 1982
- Lars-Gunnar Nordström 1983
- Rafael Wardi 1984
- Ulla Rantanen 1985
- Outi Heiskanen 1986
- Tapio Junno 1987
- Leena Luostarinen 1988
- Juhana Blomstedt 1989
- Carolus Enckell 1990
- Reijo Hukkanen 1991
- Marja Kanervo 1992
- Silja Rantanen 1993
- Matti Kujasalo 1994
- Irina Zatulovskaja 1997
- Christian Boltanski 1998
- Rafael Wardi 1999
- Maaria Wirkkala 2002[3]
- Saara Ekström 2005[4]